# Залосемье (озеро)
Залосемье — озеро в городском поселении «Себеж» Себежского района Псковской области, в 8 км к северу от города Себеж.
Площадь — 1,3 км² (130 га). Максимальная глубина — 6,0 м, средняя глубина — 2,7 м.
На берегу озера расположены деревни: Залосемье, Горняя, Скрипки, Бычково.
Проточное. Озеро относится к бассейну реки Лосьма — притока Исса бассейна реки Великая.
Тип озера лещово-плотвичный. Массовые виды рыб: лещ, щука, плотва, окунь, густера, красноперка, ерш, линь, караси золотой и серебряный, язь, верховка, вьюн, щиповка, пескарь, карп (уклея исчезла в начале 1970-х гг., посадки карпа в 1970-е гг., серебряного карася — в 1960—1970-е гг., пеляди — в 1953—1958 и 1979 гг., чудского сига — в 1953—1958 гг.); раки исчезли в 1960-е гг.
Для озера характерны: отлогие и низкие берега, частью заболоченные, кусты, луга, огороды; в литорали — песок, галька, заиленный песок, глина, ил, в центре — ил; есть небольшие сплавины, береговые и донные ключи; изредка бывают заморы.